# Don Pardo
Dominick George "Don" Pardo (Westfield, Massachusetts, 22 de febrero de 1918 - Tucson, Arizona, 18 de agosto de 2014) fue un locutor de programas radiofónicos y televisivos emitidos en los Estados Unidos, conocido por ser la voz de Saturday Night Live, un programa nocturno de variedades, sketches, y comedia en la NBC que se ha emitido desde los años 1970.
Pardo se caracterizó por su larga asociación con la NBC, trabajando como locutor para programas notables como The Price is Right, Jeopardy!, y NBC Nightly News. Se desempeñó como locutor de Saturday Night Live entre 1975 y 2014, a excepción de la temporada de 1981-1982.

## Carrera de radio
Pardo nació en Westfield, Massachusetts, y pasó su infancia en Norwich, Connecticut, y Providence, Rhode Island. Fue contratado para su primer trabajo de radio en WJAR-AM en Providence en 1938. Pardo entró NBC como un locutor fijo en 1944, permaneciendo en el personal de la cadena durante próximos 60 años. Durante la Segunda Guerra Mundial, trabajó como reportero de guerra para NBC Radio.

## NBC Television
En la década de 1950, se desempeñó como locutor para muchos de RCA y de circuito cerrado de NBC demostraciones de televisión en color, pero con el tiempo se convirtió en uno de los principales locutores de concursos para la red.
Pardo dejó su marca en los concursos para NBC como la voz floreciente de la versión original de The Price is Right desde 1956 hasta que se trasladó a ABC en 1963, y luego Call My Bluff. Al año siguiente, se trasladó a Jeopardy!, que anunció a partir de 1964 hasta que la versión original de la serie terminó en 1975. Pardo volvió a interpretar ese papel con un cameo de voz en off en la canción "I Lost on Jeopardy" escrito por "Weird Al" Yankovic en 1984, que era una parodia de la canción "Jeopardy" grabado por The Greg Kihn Band en 1983. También anunció numerosos otros concursos de NBC en Nueva York, tales como Three on a Match, Winning Streak, y Jackpot!, los tres de los cuales fueron producciones Bob Stewart.
Pardo anunció muchas otras emisiones para NBC, incluyendo el Macy's Thanksgiving Day Parade (hasta 1999), el programa de noticias Live at Five para WNBC-TV, NBC Nightly News, y Wheel of Fortune (durante dos semanas especiales en lugar en 1988, cuando el programa originó desde Nueva York y estaba usando locutores sustitutos después de la muerte de Jack Clark).
Pardo fue el locutor de cabina en vivo que sirvió WNBC-TV en Nueva York y la cadena NBC el 22 de noviembre de 1963, y él fue el primero locutor que anunció a los espectadores de NBC que el presidente John F. Kennedy había sido asesinado en Dallas, Texas. (Su primer boletín interrumpió una emisión local de Bachelor Father por WNBC-TV antes de que la cadena NBC puso en marcha con la historia.) Debido a que NBC esperó once minutos para comenzar a grabar la cobertura en vídeo, se creyó por décadas que los boletines históricos de Pardo se perderá, sino que, casi 40 años después, una cinta de audio de los boletines fue descubierta en una colección privada.
El enero de 1986, Don Pardo reemplazó a Hal Simms como locutor en la telenovela Search for Tomorrow en NBC. Fue el locutor hasta el último episodio, en el 26 de diciembre de 1986.

### Saturday Night Live
Su trabajo de locución más conocido es para la serie de televisión Saturday Night Live. Suya era la primera voz que se escuchó en el episodio de estreno de la serie en 1975.
Él se ha mantenido el locutor del programa para el día de hoy, excepto una temporada (1981-1982), cuando se anunció por Mel Brandt (excepto los episodios realizadas en el 5 de diciembre y el 12 de diciembre de 1981, cuando el locutor veterano Bill Hanrahan brevemente sustituyó para Brandt). Después de decir "Live, from New York..." ("En vivo, desde Nueva York..."), que se gritó en el final del sketch inicial, Don Pardo anuncia el título del programa, luego los nombres de los miembros del reparto e invitados musicales en una voz en off durante la montaje introductoria. Él es famoso por arrugar una línea en el primer episodio, llamando al reparto "The Not for Ready Prime Time Players" en lugar de "The Not Ready for Prime Time Players". Según Pardo, su cabina de locución en Studio 8-H, de la que Saturday Night Live es transmitido, es casi exactamente donde estaba Arturo Toscanini al dirigir la NBC Symphony Orchestra en el Rockefeller Center desde 1937 hasta 1950. (Las emisiones de Toscanini más tarde se trasladó al Carnegie Hall).
En diciembre de 1976, en un episodio memorable de Saturday Night Live, Pardo participó en una actuación musical de Frank Zappa, recitando un verso de la canción "I'm the Slime". Pardo posteriormente repitió este papel en una versión de la canción grabada en vivo para el álbum Zappa in New York (no se presentó en su primera versión en 1978, pero parece que en la estreno de CD, sacado en 1993). También proporcionó una narración para las canciones "The Illinois Enema Bandit" y "Punky's Whips" (una disputa comercial entre Zappa y su compañía de grabación llevó a la eliminación de "Punky's Whips" del álbum de 1978, pero la canción fue reinstalado en la versión de CD en 1993).

## Jubilación
Aunque Pardo se retiró oficialmente de la NBC en 2004 y pasó de Demarest, Nueva Jersey a Tucsón, Arizona, los productores de Saturday Night Live lo convenció de seguir proporcionando las presentaciones de su espectáculo. En 2006, decidió comenzar pre-grabación de sus anuncios de un estudio casero en Arizona. Que duró sólo unos pocos episodios antes de que los productores insistieron en que lo necesitaba en Studio 8H, y él se reanuda vuelos semanales a Nueva York para anunciar el programa. El 23 de febrero de 2008, Pardo apareció en el cierre de SNL para soplar las velas de su pastel como parte de una celebración de su cumpleaños 90. Luego de su inducción en el Rhode Island Radio Hall of Fame en el 14 de mayo de 2009, Pardo indicó que el episodio de Saturday Night Live emitido en el 16 de mayo de 2009 podría ser su última. Sin embargo, su voz se escuchó una vez más, anunciando el estreno de la temporada 35 de SNL, y continuó proporcionando las locuciones de la temporada.
Anunció que para la temporada 36, pre-grabaría sus partes desde su casa en Arizona en vez de actuar en vivo en Nueva York.

## Familia
El hijo de Don Pardo, Chris Pardo, solía ir con su padre a la Rockefeller Plaza y hacer varios trabajos para los programas de su padre en NBC. Él ha dicho: "Yo como que creció en NBC". Chris trabajó en promociones para radio y películas, y en 2008, se mudó con su esposa para el Condado de York (Carolina del Sur) para estar cerca de su propio hijo, que se trasladó allí a causa de su trabajo con Wells Fargo. En el año 2010 a los 70 años, Chris comenzó a presentar un programa de entrevistas deportivas en radio.